# (18624) Prévert
18624 Prevert (1998 DV13) – planetoida z pasa głównego asteroid okrążająca Słońce w ciągu 5,5 lat w średniej odległości 3,11 j.a. Odkryta 27 lutego 1998 roku.